# RFC Lüttich
Der RFC Lüttich, auch RFC Liège, FC Lüttich, Club Luik (auf Niederländisch), ist ein belgischer Fußballverein aus der Stadt Lüttich.
Der Verein erlangte 1990 weltweite Bekanntheit durch die Ablehnung des Verkaufs von Jean-Marc Bosman nach Ende von dessen Vertrag, was zur Bosman-Entscheidung durch den Europäischen Gerichtshof führte und einen großen Strukturwandel im europäischen Fußball nach sich zog.

## Geschichte
Der Verein wurde 1892 als FC Lüttich gegründet und wurde Mitglied des Belgischen Fußballverbands, als dieser 1895 gegründet wurde. Der Verein ist erster belgischer Meister (1896). 1920 wurde das Präfix Royal zum Vereinsnamen beigefügt, nachdem der Verein bereits drei Meisterschaften gewonnen hatte. 1952 und 1953 gewann der RFC Lüttich zwei weitere Meisterschaften und war zu dieser Zeit das einzige Team, das mit der unangefochtenen Vorherrschaft des RSC Anderlecht mithalten konnte. Zwischen 1965 und 1985 gab es hauptsächlich schlechte Ergebnisse und der Verein überlebte mit Hilfe seiner alten Tradition: junge Spieler, die aus dem eigenen Verein kommen, und loyale Anhänger.
Gegen Ende der 1980er spielte der RFC Lüttich auf internationaler Ebene (insbesondere gegen Benfica Lissabon, Juventus Turin, Rapid Wien, Hibernian Edinburgh, Werder Bremen und Athletic Bilbao) und gewann 1990 auch den Belgischen Pokal. Danach war die Insolvenz unumgänglich, das Stadion wurde verkauft und abgerissen, um ein Kino zu bauen. Der Verein trat 1995 dem RFC Tilleur-Saint-Nicolas (einem Lütticher Vorstadtverein) bei, um den RFC Tilleur Lüttich zu gründen.
Der Verein stieg von der Ersten Division (der er seit 1945 angehörte) bis in die dritte Liga ab. Das Wort Tilleur wurde schließlich 2000 aus dem Vereinsnamen gestrichen. Seit 1995 wechselt der Verein zwischen zweiter und vierter Liga und gewann 1996 den Titel des Drittligameisters. 2008 wurde RFC Lüttich zuletzt Meister der dritten Division und stieg in die zweite Liga auf, aus der man nach zwei Spielzeiten wieder abstieg. Nach einem erneuten Abstieg in die viertklassige Nationale D wurde man in der Saison 2014/15 Meister und stieg wieder in die dritte Division auf.
Zur Saison 2015/16 zog der Verein in das neue Stadion „Stade Rue de la Tonne“, welches im ursprünglichen Stadtviertel Rocourt liegt, wo der Verein 1892 gegründet wurde. Nach einem erneuten Abstieg in Liga vier konnte man 2018 die Rückkehr in die drittklassige Division 1 Amateur feiern.

## Trainer
| - Branislav Sekulić (1962–1963) - Werner Biskup (1975–1976) - Robert Waseige (1983–1992) - Eric Gerets (1992–1994) - Marc Grosjean (2001–2002) | - Nico Claesen (2010) - Alain Bettagno (2014–2016) - Alexandre Czerniatynski (2016) - Dante Brogno (2016–2019) - Dražen Brnčić (2019–heute) |

## Spieler
- Émile Lejeune (1959–1971)
- Werner Biskup (1972–1975)

## Erfolge

### National
- Belgische Meisterschaft
  - Meister (5): 1896, 1898, 1899, 1952, 1953
  - Vizemeister (3): 1897, 1959, 1961
- Belgischer Fußballpokal
  - Sieger (1): 1990
  - Finalist (1): 1987
- Belgischer Ligapokal
  - Sieger (1): 1986
- Zweite Division
  - Meister (3): 1912, 1923, 1944
- Dritte Division
  - Meister (3): 1943, 1996, 2008
- Vierte Division
  - Meister (1):  2015

### International
- Messestädte-Pokal
  - Halbfinalist: 1964
- UEFA-Pokal
  - Viertelfinalist: 1990
- Europapokal der Pokalsieger
  - Viertelfinalist: 1991

## Stadien
- 1892–1919: unbekannt
- 1919–1995: Stade Velodrom de Rocourt (in Rocourt; 40.000 Plätze)
- 1995–2000: Stade de Bureaufosse (in Tilleur; 10.000 Plätze)
- 2000–2004: Stade du Pairay (in Seraing; 10.000 Plätze)
- 2004–2008: Plaine des sports Communal (in Ans; 3.000 Plätze)
- 2008–2010: Stade de Bureaufosse
- 2010–2015: Stade du Pairay
- seit 2015: Stade Rue de la Tonne (in Rocourt; 3.468 Plätze)